# Iglesia de San Benito (Medellín)
La iglesia de San Benito es un templo religioso de culto católico bajo la advocación de san Benito de Palermo. Se ubica en el centro de Medellín, Colombia y pertenece a la jurisdicción de la Arquidiócesis de Medellín. Pertenece a un gran conjunto de templos, ermitas y capillas que se encuentran en el centro de la ciudad, resaltando la cultura religiosa de los habitantes. Está situado entre la carrera 56 C y la calle 51 Boyacá, barrio San Benito.

## Historia
Fue secularmente, hasta principios del siglo XX, el templo del extremo occidental de la ciudad. Estaba situado "muy lejos" por la calle Real en dirección al río. Su origen se remonta al año de 1678 cuando fue edificado por María Paladines de La Fuente, en terreno comprado para ese fin a Marcos López de Restrepo.
Una disposición de 1717 manda que en él, igual que en La Veracruz y San Lorenzo, se celebre misa todos los domingos. Por el año de 1752 ya existía la cofradía de San Benito; más tarde existió también la cofradía de Las Mercedes, y ganó el privilegio de ser "Iglesia de asilo y refugio por especial gracia y señalamiento".
A finales del siglo XVIII el templo se encontraba en muy mal estado y el 1 de diciembre de 1802 fue reedificado, por José Antonio Naranjo y Gómez. La administró el clero secular hasta el 16 de octubre de 1900 como capilla o viceparroquia de La Candelaria, año este cuando monseñor Joaquín Pardo Vergara, obispo de Medellín, lo puso en manos de los Padres Franciscanos. Contiguo ha existido un convento de frailes.
Nuevamente el templo es demolido y reconstruido entre los años de 1919 y 1928 cuando fue inaugurado. La parroquia fue creada por Tulio Botero Salazar mediante decreto 300 del 21 de agosto de 1961, y su primer párroco fue el padre Jorge Ospina.
La iglesia y el convento han sufrido posteriormente varias remodelaciones, especialmente en su interior. Ahora, con la instalación de la Universidad de San Buenaventura, regentada por la misma comunidad franciscana, esta ha ocupado lo que fue el viejo convento y parte del colegio Rafael de la Serna, lo que obligó a construir un nuevo convento sobre la Calle de Boyacá, contiguo al templo.